# Duderstadt
Duderstadt er en by og kommune i det centrale Tyskland, beliggende under Landkreis Göttingen i den sydlige del af delstaten Niedersachsen. Byen er præget af omkring 600 borgerhuse i forskellige stilarter, hovedsageligt i bindingsværk samt af de to store kirker St. Cyriakus og St. Servatius med deres markante tårne. I byen findes også Westerturm (gammelt porttårn) med et særpræget drejet spir, en restaureret ældre bymur og rådhuset, der er blandt de ældste i Tyskland.

## Geografi
Duderstadt er beliggende i landskabet Untereichsfeld i det sydlige forland til Harzen i nærheden af grænsen til delstaten Thüringen. På grund af den frugtbare jord blev området allerede i middelalderen kaldt Goldene Mark. Omkring ti kilometer sydøst for byen ligger de thüringische Ohmgebirge, og omkring 20 kilometer mod nordøst Harzen. Gennem området løber floderne Hahle og Brehme.
Bykommunen Duderstadt omfatter (ud over hovedbyen) 14 byer, der blev indlemmet i 1970'erne. Af de godt 21.000 indbyggere bor de 9000 i hovedbyen.

### Indbyggere
Indbyggertallene i byerne er fra 1. april 2011:
| - Breitenberg: 953 - Immingerode: 492 - Langenhagen: 550 - Werxhausen: 395 - Mingerode: 1411 - Westerode: 719 - Nesselröden: 2100 - Tiftlingerode: 943 | - Brochthausen: 548 - Hilkerode: 1025 - Desingerode: 533 - Gerblingerode: 1724 - Duderstadt: 9261 - Fuhrbach: 910 - Esplingerode: 135 |